# تپه زکی کولوندی
تپه زکی کولوندی مربوط به عصر آهن - دوره اشکانیان - دوره ساسانیان است و در شهرستان گرمی، بخش مرکز ی، دهستان اجارود مرکزی، روستای زنگیر واقع شده و این اثر در تاریخ ۲۷ اسفند ۱۳۸۶ با شمارهٔ ثبت ۲۲۶۰۸ به‌عنوان یکی از آثار ملی ایران به ثبت رسیده است.